# Trifilita
La trifilita és un mineral de la classe dels fosfats, i pertany i dona nom al grup de la trifilita. Va ser descoberta l'any 1834 al bosc bavarès, en l'estat de Baixa Saxònia (Alemanya), sent nomenada així del grec antic treis (tres) i philê (conjunt d'elements dins un tot), perquè és un fosfat de tres metalls: liti, ferro i manganès.

## Característiques
La trifilita és un fosfat anhidre de liti i ferro, que cristal·litza en el sistema ortoròmbic. La seva duresa és de 4 a l'escala de Mohs. L'oxidació del mineral pot fer canviar molt les seves propietats òptiques. Forma una sèrie de solució sòlida amb la litiofilita (LiMn2+PO₄), en la qual la substitució gradual del ferro per manganès va donant els diferents minerals de la sèrie. El terme extrem proper a la litiofilita s'altera a purpurita, mentre que el terme extrem proper a la trifilita s'altera a heterosita. És isostructural amb l'olivina. A més dels elements de la seva fórmula, LiFe2+PO₄, sol portar com impureses: manganès, magnesi i calci.
Segons la classificació de Nickel-Strunz, la trifilita pertany a «08.AB: Fosfats, etc. sense anions addicionals, sense H₂O, amb cations de mida mitjana» juntament amb els següents minerals: farringtonita, ferrisicklerita, heterosita, litiofil·lita, natrofilita, purpurita, sicklerita, simferita, karenwebberita, sarcòpsid, chopinita, beusita, graftonita, xantiosita, lammerita, lammerita-β, mcbirneyita, stranskiita, pseudolyonsita i lyonsita.

## Formació i jaciments
És un mineral de formació secundària comunament amb pseudomorfisme de les espècies primàries originals. És el més abundant dels fosfats primaris en un complex de roques pegmatites de tipus granit, on normalment es troba reemplaçant a la siderita junt a altres minerals fosfats. Pot tenir creixement epitàxic amb la graftonita. Sol trobar-se associada a altres minerals com: ferrisicklerita, heterosita, alluaudita o altres fosfats, així com òxids de ferro i manganès. Als territoris de parla catalana ha estat descrita la varietat ferrisicklerita al Cap de Creus (Alt Empordà).

## Grup de la trifilita
El grup de la trifilita està format per set fosfats anhidres, sent isoestructural amb el grup olivina.
| Espècie         | Fórmula                |
| --------------- | ---------------------- |
| Ferrisicklerita | Li1-x(Fex3+Fe1-x2+)PO₄ |
| Karenwebberita  | Na(Fe2+,Mn2+)PO₄       |
| Litiofilita     | LiMn2+PO₄              |
| Natrofilita     | NaMn2+PO₄              |

| Espècie    | Fórmula                |
| ---------- | ---------------------- |
| Purpurita  | (Mn3+,Fe3+)PO₄         |
| Sicklerita | Li1-x(Mnx3+Mn1-x2+)PO₄ |
| Trifilita  | LiFe2+PO₄              |